# Łuczaj
Łuczaj (biał. Лучай) – wieś na Białorusi położona w obwodzie witebskim, w rejonie postawskim, nad Jeziorem Łuczajskim i Lisickim.

## Historia
Pierwsza wzmianka pisemna o miejscowości pochodzi z 1542 roku. Początkowo Łuczaj stanowił dziedzictwo rodziny Zabrzezińskich. Stanisław Zabrzeziński, starosta żmudzki, mający tylko jedną córkę Annę, w 1542 roku oddał tę majętność w zastaw Wojciechowi Jundziłłowi, ciwunowi i horodniczemu wileńskiemu. Po śmierci Zabrzezińskiego król Zygmunt I wyznaczył na opiekuna osierociałej Anny Stanisława Kierżgajłę, który z kolei opiekę nad nią oddał Janowi Hlebowiczowi, wojewodzie wileńskiemu. Ten wykupił Łuczaj spod zastawu Jundziłła i wkrótce przez swą żonę, krewną Zabrzezińskiej, stał się jego właścicielem. W 1550 roku Elżbieta Hlebowicz, córka Jana, poślubiwszy Melchiora Szemiotha, ciwuna berżańskiego, wniosła mu Łuczaj jako posag. Ich wnuk Jerzy Szemioth, 18 sierpnia 1617 roku sprzedał dobra księdzu Andrzejowi Janowiczowi Rudominie, który rok później sprzedał je stryjecznemu bratankowi Piotrowi. W posiadaniu Rudominów Łuczaj był do 1731 roku, kiedy to wdowa po Piotrze Rudominie, Katarzyna z domu Chalecka, 2. voto Wołłowiczowa, 3. voto Pociejowa, sprzedała majątek za kwotę 90 tysięcy złotych Elżbiecie z Ogińskich Puzyninie, małżonce Antoniego Puzyny, chorążego nadwornego litewskiego. Z kolei Puzynina darowała go w 1755 roku swemu bratu Tadeuszowi Ogińskiemu, wojewodzie trockiemu, dziedzicowi Hanuty, Zalesia, itd. Najpierw drogą zastawu, a następnie sprzedaży, Ogińscy oddali Łuczaj w 1786 roku rodzinie Wańkowiczów herbu Lis.
Wieś magnacka położona była w końcu XVIII wieku w powiecie oszmiańskim województwa wileńskiego.
Około 1820 roku córka Antoniego Wańkowicza, marszałka mińskiego i Anny z Sołtanów, Klementyna, wychodząc za mąż za Edwarda Mostowskiego (zm. w 1855 roku), dziedzica Cerkliszek, otrzymała te dobra w posagu. Łuczaj odziedziczył ich starszy syn Bohdan, żonaty z Zofią Chomińską. Jego syn Edward w 1893 roku sprzedał Łuczaj Rosjaninowi Julianowi Zendrowi za 366 tysięcy rubli srebrnych, ten jednak kilka miesięcy później odsprzedał te dobra ks. Kantakuzen-Sperańskiej. Po I wojnie światowej dobra zostały rozparcelowane. Z obszaru zajmującego jeszcze w drugiej połowie XIX wieku około 10 tysięcy morgów pozostał tylko ośrodek z pałacem, który przeznaczono na szkołę rolniczą.
Przed II wojną światową Łuczaj był miasteczkiem. Znajdował się na terenie II Rzeczypospolitej w ówczesnym pow. postawskim, w dawnym województwie wileńskim. Znajdował się w gminie wiejskiej Łuczaj.
Miejscowość należała do miejscowej parafii rzymskokatolickiej. Podlegała pod Sąd Grodzki w Postawach i Okręgowy w Wilnie; mieścił się tu urząd pocztowy który obsługiwał znaczną część gminy.
W 1939 roku miejscowość weszła w skład BSRR. W 1941 roku było siedzibą sielsowietu w rejonie postawskim, później duniłowickim, w obwodzie wilejskim. W 1947 roku we wsi było 47 gospodarstw. 27 marca 1959 roku rozwiązano sielsowiet łuczajski, a wieś weszła w skład sielsowietu Duniłowicze, w rejonie duniłowickim, w obwodzie mołodeczańskim.

## Obecnie
We wsi znajduje się punkt felczersko-akuszerski, biblioteka i poczta. Przez wieś biegnie droga R110.

## Demografia
Powszechny Spis Ludności z 1921 roku podaje, że tu zamieszkiwały 134 osoby, 19 było wyznania rzymskokatolickiego, 1 prawosławnego, 112 staroobrzędowego i 2 mojżeszowego. Jednocześnie 21 mieszkańców  zadeklarowało polską przynależność narodową a 113 białoruską. Było tu 25 budynków mieszkalnych. W 1931 w 22 domach zamieszkiwało 143 osoby.

## Parafia rzymskokatolicka
Parafia w Łuczaju powstała w 1755 roku. Należy do dekanatu postawskiego diecezji witebskiej.
Kościół św. Tadeusz Apostoła ufundowany został przez Elżbietę Puzyninę z Ogińskich. Wzniesiony został w latach 1766-76. Pierwotnie w stylu barokowym, w pierwszej połowie XIX wieku przebudowany w stylu klasycystycznym. Do 1773 roku opiekował się nim Zakon Jezuitów. Wnętrza ozdobione są cennymi malowidłami iluzjonistycznymi i figuralnymi z końca XVIII wieku. W latach 1948–1989 był on zamknięty.

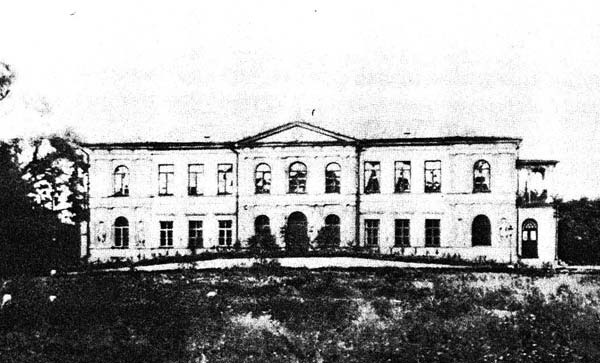
Nieistniejący pałac Mostowskich

## Pałac Mostowskich
Pałac został wzniesiony w połowie XIX wieku prawdopodobnie przez Bohdana Mostowskiego. Do 1939 roku siedzibę w nim miała Państwowa Szkoła Rolnicza. Pałac został zniszczony podczas II wojny światowej. Pozostał po nim zespół parkowy.